# Too Human
Too Human é um jogo de videogame para Xbox 360 produzido pela canadense Silicon Knights. Ele é o primeiro jogo em uma trilogia planejada e foi lançado em Agosto de 2008. O nome do jogo significa "Muito Humano". O jogo tem em sua maioria críticas mistas. O jogo é mais conhecido pelo processo movido pela Epic Games, onde a Silicon Knights usou uma versão modificada da Unreal Engine 3, criada pela Epic Games, sem a autorização da mesma. O processo resultou com a Silicon Knights tendo que pagar uma multa de 4 milhões de dólares e sendo forçada a destruir todas as cópias físicas do jogo além de ser retirado da Xbox Live. Eventualmente, a Silicon Knights veio a falência em Maio de 2014 e todas as suas continuações foram canceladas.

## Sinopse
O jogador pega o papel de Baldur (voz de Crispin Freeman), um dos Aesir. Em Too Human, os deuses nórdicos são humanos ciberneticamente constituídos. Baldur, filho de Odin, é um desses deuses e, seu papel é proteger a raça humana de uma presença mecânica determinada a erradicar toda a vida humana.
As crônicas da história se passam em um cenário de batalhas entre deuses nórdicos cibernéticos, a presença mecânica invasora e os homens mortais, trazendo muitos deuses nórdicos e personagens da mitologia nórdica incluindo Thor, Loki, Odin, Tyr, Heimdall, Freya, Hel, e Mímir. Yggdrasil, a Árvore da Vida, atua como um portão para um mundo alternativo conhecido como Cyberspace, que é acessado através da avançada tecnologia dos deuses. Os deuses usam implantes cibernéticos para suplementar a suas próprias habilidades, tornando-os, porém, mais parecidos com máquinas. Controversamente, os exércitos mecânicos estão conservando sangue humano e membros em uma tentativa de torná-los mais humanos. Baldur, o personagem principal, é visto pelos outros deuses nórdicos como insuficientemente melhorado, sendo “muito humano”.

## Jogabilidade
Too Human é um RPG de ação/aventura como Champions of Norrath. Ele apresenta jogabilidade de combate corpo-a-corpo e à distância de rápido-colocamento enquanto mantém elementos de RPG incluindo progressão de habilidades e exploração de cavernas.
Como um jogo de ação em terceira pessoa, Too Human tem duas notáveis características: combate corpo-a-corpo controlado dinamicamente pelo controle analógico direito e um sistema de câmera que é controlado pela IA. O combate controlado pelo analógico direito resolve as necessidades do grau de percepção tridimensional durante o combate enquanto o sistema de câmera controlado pela IA permite uma experiência cinemática enquanto também ajuda a contar a história.
Os elementos de RPG de Too Human incluem sua história, cinco classes diferentes selecionáveis, armas personalizáveis, armadura e cibernética, árvore de progressão de habilidade e caça de itens. O jogo tem quinze classes de armas diferentes, incluindo espadas de duas-mãos, martelos, pistolas, rifles, lasers e, espadas comuns. É permitido ao personagem personalizar sua armadura em termos de cor e efetividade contra certas formas de ataques.